# Collegium Patristicum Lundense
Collegium Patristicum Lundense (CPL) är ett vetenskapligt sällskap med syfte att studera fornkyrkans historia och teologi, samt att bedriva eller stödja patristisk forskning. Kollegiet etablerades 1979 i Lund. Sällskapet är fristående, men knutet till Centrum för Teologi och Religionsvetenskap vid Lunds universitet. Det har en nordisk profil och samlar medlemmar från alla Nordens länder.

## Verksamhet
CPL:s verksamhet innefattar gästföreläsningar, seminarier och symposier, härunder en årlig Patristisk dag. Kollegiet har varit värd för flera internationellt kända forskare inom området senantik religion. Varje fjärde år arrangeras Nordiskt patristikermöte, en större vetenskaplig konferens, i Lund. Det nionde mötet anordnades i augusti 2014. En rad publikationer ges ut av eller med bidrag från CPL, bland andra tidskriften Patristica Nordica Annuaria och bokserien Svenskt Patristiskt bibliotek. 
Per Beskow var med och grundade sällskapet och blev dess förste preses. Mellan 1993 och 2023 leddes kollegiet av Samuel Rubenson, professor i tidig kyrkohistoria. Sedan 2023 är CLP:s preses Thomas Arentzen, docent i kyrkohistoria.